# The Greatest Showman
Cet article concerne le film musical. Pour la bande originale du film musical, voir The Greatest Showman (bande originale).
Pour plus de détails, voir Fiche technique et Distribution.
The Greatest Showman ou Le Maître de la scène au Québec est un film biographique musical américain réalisé par Michael Gracey, sorti en 2017. Il s’inspire de l’histoire de la création du cirque Barnum par Phineas Taylor Barnum.
Avec succès, la bande originale s'est écoulée à 6 millions d'exemplaires dans le monde,.

## Synopsis
Dans les années 1870 à New York, l'entrepreneur américain Phineas Taylor Barnum (Hugh Jackman) cherche à développer une activité de divertissement pour améliorer les conditions de vie de sa famille. C'est dans ce contexte qu'il crée le freak show, un spectacle composé de comédiens aux caractéristiques et capacités uniques (et que les autres personnes traitent comme des parias : femme à barbe, nain, trapézistes, etc.), et invente le premier cirque, le cirque Barnum. Ces spectacles sont globalement appréciés, mais également très critiqués par la presse de la haute société américaine. Pour améliorer son image, Barnum s'associe avec Philip Carlyle (Zac Efron), un jeune dramaturge populaire et influent qui va lui permettre de se faire connaître au-delà des frontières américaines. Lors d'une visite au palais royal d'Angleterre, Barnum fait la connaissance de Jenny Lind (Rebecca Ferguson), une chanteuse à succès sur le continent européen, qu'il convainc de venir chanter aux États-Unis sous son aile. Grâce au talent de Miss Lind, ce nouveau spectacle est un succès et Barnum est encensé par les critiques – tandis que, de leur côté, les comédiens du cirque sont hués par le public pendant leurs numéros – au point qu'il décide de risquer la vie de son cirque pour financer une tournée dans tout le pays avec sa nouvelle chanteuse.
Les comédiens du cirque souffrent des critiques qui se font de plus en plus violentes à leur égard à cause de leur condition, tandis que Carlyle peine à trouver sa place dans sa nouvelle vie, partagé entre l'amour qu'il porte à la trapéziste du cirque Ann Wheeler (Zendaya), et ses parents, appartenant à l'aristocratie américaine, qui affichent sans ménagement leur mépris. La tournée de Miss Lind est compromise quand cette dernière avoue avoir des sentiments pour Barnum, qui décide de s'éloigner d'elle. Pour se venger, elle crée le scandale en embrassant Barnum sur la bouche devant le public et la presse nationale avant de mettre fin à la tournée, ce qui cause la ruine de ce dernier.
De retour à New York, Barnum voit son cirque prendre feu à la suite d'une violente altercation entre la troupe des comédiens et un groupe d'opposants. Quand il arrive chez lui, son épouse Charity (Michelle Williams), dévastée en ayant appris par les journaux ce qu'il s'est passé lors de la tournée, l'informe que le domicile familial, qu'elle s'apprête à quitter avec leurs deux filles, a été saisi. Ruiné et seul, Barnum prend conscience des erreurs qu'il a commises grâce au soutien de ses comédiens. Il parvient à récupérer sa famille et, à l'aide des fonds de Carlyle, il refonde son cirque avec sa troupe de comédiens. Le spectacle se termine sur la retraite de Barnum, qui décide de se consacrer désormais à sa famille, remplacé à la tête du cirque Barnum par Carlyle, enfin uni à Miss Wheeler.

## Fiche technique
Sauf indication contraire, les informations mentionnées dans cette section peuvent être confirmées par la base de données cinématographiques IMDb,  présente dans la section « Liens externes ».
- Titre original et français : The Greatest Showman
- Titre québécois : Le Maître de la scène
- Réalisation : Michael Gracey
- Scénario : Jenny Bicks (en) et Bill Condon, d’après l’histoire de Jenny Bicks
- Musique : John Debney et Joseph Trapanese ; chansons de Benj Pasek et Justin Paul
- Direction artistique : Nathan Crowley
- Décors : Laura Ballinger
- Costumes : Ellen Mirojnick
- Chorégraphies : Ashley Wallen (en)
- Photographie : Seamus McGarvey
- Montage : Tom Cross, Robert Duffy, Joe Hutshing, Michael McCusker (en), Jon Poll et Spencer Susser
- Production : Laurence Mark, Hugh Jackman, Peter Chernin et Jenno Topping
- Sociétés de production : Chernin Entertainment, Seed Productions, Laurence Mark Productions et TSG Entertainment
- Société de distribution : 20th Century Fox
- Budget : 84 millions de dollars[réf. nécessaire]
- Pays de production :  États-Unis
- Langue originale : anglais
- Format : couleur
- Genre : biographie musicale
- Durée : 105 minutes
- Dates de sortie[3] :
  - États-Unis, Canada : 20 décembre 2017
  - France : 24 janvier 2018

## Distribution
- Hugh Jackman (VF : Xavier Fagnon ; VQ : Daniel Picard) : P. T. Barnum
- Michelle Williams (VF : Valérie Siclay ; VQ : Kim Jalabert) : Charity Hallett-Barnum
- Zac Efron (VF : Yoann Sover ; VQ : Nicolas Charbonneaux-Collombet) : Phillip Carlyle
- Rebecca Ferguson (VF : Candice Lartigue ; VQ : Laurence Dauphinais) : Jenny Lind
  - Loren Allred : voix chantée de Jenny Lind
- Zendaya (VF : Camille Timmerman ; VQ : Mylène St-Sauveur) : Anne Wheeler
- Keala Settle (VF : Laëtitia Laburthe ; VQ : Véronique Marchand) : Lettie Lutz, la femme à barbe
- Paul Sparks (VF : Tristan Petitgirard) : James Gordon Bennett
- Yahya Abdul-Mateen II (VF : Alex Fondja ; VQ : Martin Desgagné) : W. D. Wheeler
- Daniel Everidge : Lord of Leeds
- Radu Spinghel : O'Clancy
- Yusaku Komori et Danial Son : Chang et Eng, les Siamois
- Jonathan Redavid : L'homme à trois jambes
- Natasha Liu Bordizzo : Deng Yan
- Austyn Johnson (VF : Lévanah Solomon ; VQ : Alice Déry) : Caroline Barnum
- Cameron Seely (VF : Paloma Josso ; VQ : Élia St-Pierre) : Helen Barnum
- Fredric Lehne (VF : François Dunoyer) : M. Hallett
- Will Swenson (VF : Jean-Alain Velardo) : Philo Barnum
- Sam Humphrey (en) (VF : François Santucci ; VQ : Marc-André Brunet) : Tom Pouce
- Shannon Holtzapffel (de) : Prince Constantine, l'homme tatoué
- Byron Jennings (it) (VF : Achille Orsoni) : M. Carlyle
- Luciano Acuna Jr. : Fédor Jeftichjew, l'homme-chien
- Gayle Rankin (VF : Bénédicte Bosc) : la reine Victoria
- Eric Anderson (en) (VF : Guillaume Bourboulon) : M. O'Malley
- Ellis Rubin (en) : P.T. Barnum, jeune
- Skylar Dunn : Charity Hallett, jeune

 Source et légende : version française (VF) sur RS Doublage et selon le carton du doublage français cinématographique et Version québécoise (VQ) sur Doublage Québec

## Production

### Genèse et développement
En août 2011, la 20th Century Fox engage le réalisateur de publicités et technicien en effets visuels, Michael Gracey, pour mettre en scène ce film biographique musical. L'acteur Hugh Jackman rejoint le projet comme producteur et acteur principal.
Le producteur Laurence Mark et le coscénariste Bill Condon ont eu l'idée de The Greatest Showman alors qu'ils préparaient la cérémonie des Oscars 2009 présentée par Hugh Jackman. Laurence Mark se souvient : « En découvrant Hugh sur scène, je me suis dit que j’étais face au plus grand showman qui soit, c’est alors que le nom de P.T. Barnum m’a traversé l’esprit. » Si l'acteur australien a été d'emblée emballé par le projet, il a fallu sept années supplémentaires pour que celui-ci aboutisse. Une première version du scénario a été écrite par Jenny Bicks puis Bill Condon, scénariste de Chicago et réalisateur de Dreamgirls et La Belle et la Bête, est intervenu pour ajouter la touche musicale et dansante au script. Enfin, Michael Gracey a rejoint l'aventure en tant que réalisateur. The Greatest Showman est son premier long métrage mais l'homme a auparavant fait ses preuves avec de nombreux clips vidéo et publicités, dont un célèbre spot pour la marque Lipton dans laquelle Hugh Jackman exposait déjà ses talents de danseur. Pour convaincre les producteurs qu'il avait les épaules suffisamment larges pour un tel projet, Michael Gracey leur a fait une présentation de 45 minutes qui mêlait récit, concept art et chansons.

### Attribution des rôles

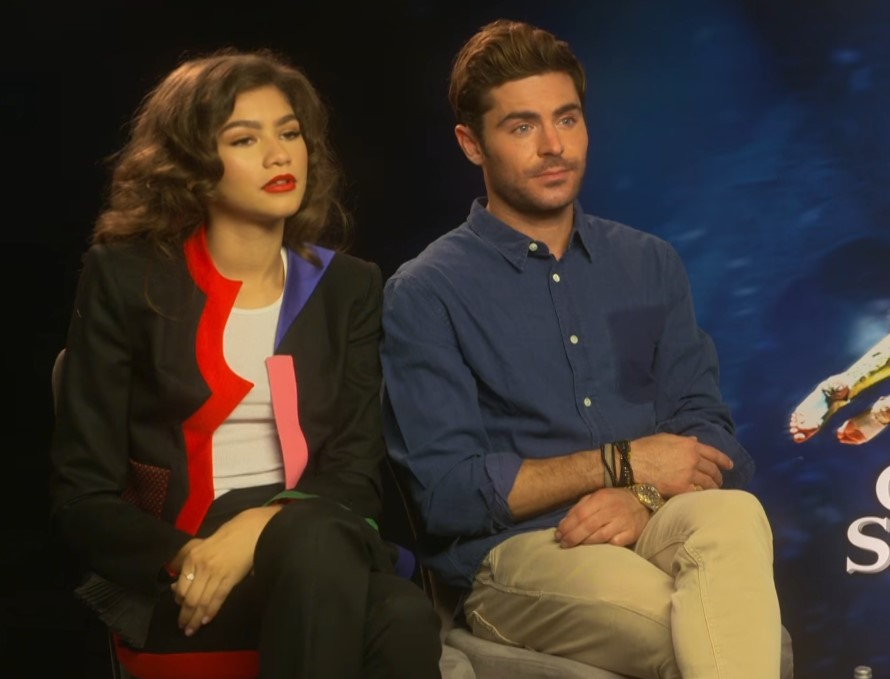
Les acteurs Zendaya et Zac Efron durant la promotion du film, en décembre 2017.

Hugh Jackman est annoncé dans le rôle principal, Phineas Taylor Barnum, dès août 2011.
En juin 2016, il est annoncé que Zac Efron est en négociations pour un rôle dans le film. Il retrouve alors Yahya Abdul-Mateen II, son partenaire dans Baywatch : Alerte à Malibu (2017).
Le rôle de Jenny Lind est initialement écrit pour Anne Hathaway, il revient finalement à Rebecca Ferguson. En juillet 2016, Michelle Williams est confirmée dans le rôle de Charity Barnum

### Tournage
Le tournage débute le 22 novembre 2016,, à New York.

### Musique
La musique du film est composée par John Debney.
Ce sont les auteurs récompensés aux Oscars, pour La La Land : Benj Pasek et Justin Paul qui ont créé toutes les chansons du film. Le producteur Laurence Mark déclare à leur propos : « Benj et Justin ont un talent exceptionnel pour mêler le rock et la pop à l’univers musical contemporain de Broadway. » Contrairement à leurs méthodes traditionnelles, chaque chanson a été soumise à Michael Gracey qui les a d'ailleurs accompagnés tout au long du processus créatif. « Nous sommes très secrets [...]. Mais Michael a collaboré à l’écriture de presque toutes les chansons, de leur conception à leur version finale » révèle Pasek. Outre ce duo, John Debney (Le Livre de la jungle) et Joseph Trapanese ont collaboré à la musique originale du film.
Pour la voix chantée de Jenny Lind, la production a fait appel à la chanteuse Loren Allred afin de doubler l'actrice Rebecca Fergusson, qui n'arrivait pas à monter dans les aigus.
Toutes les chansons sont écrites et composées par Pasek & Paul.
| Liste des titres | Liste des titres           | Liste des titres                                     | Liste des titres | Liste des titres | Liste des titres | Liste des titres | Liste des titres | Liste des titres | Liste des titres |
| No               | Titre                      | Interprètes                                          | Durée            |                  |                  |                  |                  |                  |                  |
| ---------------- | -------------------------- | ---------------------------------------------------- | ---------------- | ---------------- | ---------------- | ---------------- | ---------------- | ---------------- | ---------------- |
| 1.               | The Greatest Show          | Hugh Jackman, Keala Settle, Zac Efron, Zendaya       | 5:02             |                  |                  |                  |                  |                  |                  |
| 2.               | A Million Dreams           | Ziv Zaifman, Hugh Jackman, Michelle Williams         | 4:29             |                  |                  |                  |                  |                  |                  |
| 3.               | A Million Dreams (Reprise) | Austyn Johnson, Cameron Seely, Hugh Jackman          | 1:00             |                  |                  |                  |                  |                  |                  |
| 4.               | Come Alive                 | Hugh Jackman, Keala Settle, Daniel Everidge, Zendaya | 3:45             |                  |                  |                  |                  |                  |                  |
| 5.               | The Other Side             | Hugh Jackman, Zac Efron                              | 3:34             |                  |                  |                  |                  |                  |                  |
| 6.               | Never Enough               | Loren Allred                                         | 3:27             |                  |                  |                  |                  |                  |                  |
| 7.               | This Is Me                 | Keala Settle                                         | 3:54             |                  |                  |                  |                  |                  |                  |
| 8.               | Rewrite the Stars (en)     | Zac Efron, Zendaya                                   | 3:37             |                  |                  |                  |                  |                  |                  |
| 9.               | Tightrope                  | Michelle Williams                                    | 3:54             |                  |                  |                  |                  |                  |                  |
| 10.              | Never Enough (Reprise)     | Loren Allred                                         | 1:20             |                  |                  |                  |                  |                  |                  |
| 11.              | From Now On                | Hugh Jackman                                         | 5:49             |                  |                  |                  |                  |                  |                  |
| 39:51            |                            |                                                      |                  |                  |                  |                  |                  |                  |                  |

L'écriture de la chanson The Greatest Show, qui ouvre et clôt le film, a été particulièrement complexe. Le duo Justin Paul et Benj Pasek ont écrit pas moins de six versions qui n'ont pas convaincu Michael Gracey. Ce dernier, lors d'une session de travail, s'est mis à jouer un air et une phrase qu'il avait en tête, à partir desquels la chanson a finalement vu le jour.

## Accueil

### Critiques
Courant avril 2018, quelques mois après sa sortie, The Greatest Showman recueille une moyenne 86 sur 100 par les spectateurs et de 55 sur 100, note fondée sur 204 critiques parues dans la presse, sur le site agrégateur de critiques britannique Rotten Tomatoes,  avec le résumé suivant : « The Greatest Showman se donne du mal pour tenter d'éblouir le spectateur avec un sens du merveilleux façon Barnum... mais au détriment de l'histoire réelle du personnage complexe qui lui sert de sujet, bien plus intrigante ».
Côté presse française, les avis sont plutôt partagés. Pour Rolling Stone, « Tout ce que "The Greatest Showman" perd en semi-morales sucrées et simplistes, ce sympathique premier film le gagne en explosions musicales au charme ravageur. » Pour Télérama, « Hugh Jackman joue les meneurs avec brio, solidement secondé par Zac Efron, Michelle Williams ou Zendaya. Le film est bien meilleur dans les scènes spectaculaires que dans les parenthèses sentimentales, qui versent vite dans la guimauve. »
Pour les Inrocks, le film a tout faux : « "The Greatest Showman" concentre tout, vraiment tout, ce qui ne va pas à Hollywood aujourd’hui : un réalisateur de pub, anonyme et servile (Michael Gracey), dont le style ferait passer Baz Luhrmann pour un adepte d’Eugene Green et de musique de chambre ; un casting rutilant mais en roue libre, combinant un vétéran fatigué (Hugh Jackman, sans doute rincé après Logan), une actrice brillante dont on se demande ce qui a bien pu la pousser à embarquer dans cette galère (Michelle Williams), et deux attrape-millennials à qui il devait rester quelques examens de rattrapage pour valider leur maîtrise Disney Channel (Zendaya et Zac Efron – recalés, au fait). »
Le film obtient la note de 2,7 / 5 sur Allociné, basée sur 22 avis de la presse ; il obtient la moyenne de 6,2 / 10 sur SensCritique, basée sur plus de 9 000 avis du public.

### Box-office
En France, l'opus comptabilise 4 723 entrées pour ses avant-premières. Le film débute à la troisième place du box-office hebdomadaire du 24 janvier 2018 avec 230 190 tickets vendus. Il reste trois semaines dans le top 10 et quatre dans le top 20, selon le site web JP's Box-Office. À la fin de son exploitation, 591 849 spectateurs ont été comptabilisés, lui permettant d'occuper la 81e place au classement annuel,.  
| Pays ou région | Box-office      | Date d'arrêt du box-office | Nombre de semaines |
| -------------- | --------------- | -------------------------- | ------------------ |
| États-Unis     | 174 340 174 USD | 4 mars 2018                | 10                 |
| France         | 591 849 entrées | 19 mai 2018                | 2                  |
| Monde          | 434 993 183 USD | 26 juillet 2018            | 32                 |

## Distinctions

### Récompenses
- 2018 : Golden Globe de la Meilleure Chanson originale pour This Is Me, composée par Ben Pasek et Justin Paul
- 2018 : Saturn Award du meilleur film d'action ou d'aventure
- 2018 : Hawaii Film Critics Society Award de la meilleure musique pour This Is Me, composée par Ben Pasek et Justin Paul
- 2018 : Irish Film and Television Awards du meilleur directeur de la photographie pour Seamus McGarvey
- 2018 : Kids' Choice Awards de l'actrice de film préférée, pour Zendaya
- 2018 : Teen Choice Awards : 
  - Meilleur film dramatique
  - Meilleur acteur dans un film dramatique, pour Zac Efron
  - Meilleure actrice dans un film dramatique, pour Zendaya
  - Meilleure alchimie, pour Zac Efron & Zendaya

### Nominations
- 2018 : Teen Choice Awards : 
  - Meilleur acteur dans un film dramatique, pour Hugh Jackman
  - Meilleur révélation, pour Keala Settle
  - Meilleur baiser, pour Zac Efron & Zendaya
- 2018 : Young Artist Awards :
  - Meilleur second rôle féminin dans un film, pour Skylar Dunn
  - Meilleur second rôle féminin dans un film, pour Austyn Johnson
- 2018 : Kids' Choice Awards du film préféré
- 2018 : Oscar de la meilleure chanson originale pour This Is Me, composée par Ben Pasek et Justin Paul
- 2018 : Critics' Choice Movie Award de la meilleure chanson originale pour This Is Me, composée par Ben Pasek et Justin Paul
- 2018 : Denver Film Critics Society Award de la meilleure chanson originale pour This Is Me, composée par Ben Pasek et Justin Paul
- 2018 : Georgia Film Critics Association de la meilleure chanson originale pour This Is Me, composée par Ben Pasek et Justin Paul
- 2018 : Gold Derby Awards de la meilleure chanson originale pour This Is Me, composée par Ben Pasek et Justin Paul
- 2018 : Saturn Award de la meilleure musique, pour John Debney et Joseph Trapanese
- 2018 : Saturn Award des meilleurs costumes, pour Ellen Mirojnick
- 2018 : Costume Designers Guild des meilleurs costumes d'époque, pour Ellen Mirojnick
- 2018 : Empire Awards des meilleurs costumes, pour Ellen Mirojnick
- 2018 : Empire Awards des meilleurs maquillage et coiffure
- 2018 : Guild of Music Supervisors Awards de la meilleure supervision musicale pour les films: plus de 25 millions de dollars, pour Ben Pasek et Justin Paul

## Autour du film
Censé reposer sa voix après une intervention chirurgicale sans gravité, Hugh Jackman n'a pas pu s’empêcher de chanter lors des répétitions contre l’avis de son médecin. L’acteur raconte : « Assister aux répétitions sans pouvoir y prendre part était pour moi une véritable torture. J’aime tellement la musique et l’histoire du film que je me suis laissé embarquer. Je me suis dit que j’allais interpréter le début de la dernière chanson… mais avant de m’en rendre compte, c’était déjà la fin ! Une fois lancé, je ne pouvais plus m’arrêter. Je me suis laissé prendre par le moment… jusqu’à ce que mes points de suture lâchent. Comme vous pouvez l’imaginer, mon médecin n’était pas ravi, mais que voulez-vous, la musique du film est irrésistible ! »

## Suite
En février 2019, après le succès mondial de la comédie musicale, le réalisateur Michael Gracey confirme le développement d'une suite.